# داران بونیاساک
داران بونیاساک (تایلندی: ดารัณ บุญยศักดิ์) با نام سابق سینیتا بونیاساک (تایلندی: สินิทธา บุญยศักดิ์) و با نام مستعار نون (زادهٔ ۵ ژوئن ۱۹۷۹)، بازیگر تایلندی است. او خواهر بزرگتر لیلا بونیاساک است برای بازی در نقش نوی در فیلم آخرین زندگی در گیتی معروف است.

## فیلم‌شناسی
- ۲۰۰۳: آخرین زندگی در گیتی - در نقش نوی[۱]